# Music from The 3D Concert Experience
Music from the 3D Concert Experience är den amerikanska trion Jonas Brothers andra soundtrack. Det släpptes den 24 februari 2009, bara tre dagar innan premiären av deras långfilm Jonas Brothers: The 3D Concert Experience. Soundtracket var väntat att debutera som nummer ett på topplistorna, men debuterade istället som #3 på Billboard 200-listan.
Soundtracket innehåller bland annat två gästframträdanden av de amerikanska sångerskorna Demi Lovato och Taylor Swift, en ny och studioinspelad låt, Love Is On Its Way, samt en cover av Shania Twain's låt I'm Gonna Getcha Good.

## Låtlista
1. That's Just the Way We Roll
2. Hold On
3. BB Good
4. Video Girl
5. This Is Me (featuring Demi Lovato)
6. Hello Beautiful
7. Pushin' Me Away
8. Should've Said No (featuring Taylor Swift)
9. I'm Gonna Getcha Good (Shania Twain - cover)
10. S.O.S.
11. Burnin' Up
12. Tonight
13. Live to Party
14. Love Is On Its Way (Studioversion)

## Topplistor
| Topplista (2009)             | Topplacering |
| ---------------------------- | ------------ |
| Australian ARIA Albums Chart | 92           |
| U.S Billboard 200            | 2            |